# Захват Салвадор-да-Баия португальцами
Захват Салвадор-да-Баия (исп. Jornada del Brasil) — испано-португальская военная экспедиция в 1625 году, направленная на возвращение города Салвадор-да-Баия в Бразилии из рук голландской Вест-Индской компании в рамках голландско-португальской войны.
В мае 1624 года голландские войска под командованием Якоба Виллекенса захватили Салвадор-да-Баия у португальцев. Филипп IV, король Испании и Португалии, сформировал объединённый флот с целью возвращения города. Эскадра под командованием испанского адмирала Фадрике де Толедо Осорио вышла из Лиссабона, пересекла Атлантический океан и прибыл в Салвадор 1 апреля 1625 года. Город был в осаде в течение нескольких недель, после чего пал. Это привело к изгнанию голландцев из города и близлежащих районов. Город позже стал играть стратегически важную роль, став португальской базой в борьбе с голландцами за контроль над Бразилией.

## Предыстория
22 декабря 1623 года голландский флот под командованием адмирала Якоба Виллекенса и вице-адмирала Пита Питерсона Хайна, состоявший из 35 кораблей, из которых 13 находились в собственности Соединённых провинций, а остальные принадлежали голландской Вест-Индской компании, отплыл от Тексела к Кабо-Верде. Здесь корабли попали в сильный шторм. Виллекенс объявил команде реальную цель похода — взятие города Салвадор-да-Баия на побережье Бразилии, с тем чтобы использовать его как порт для обеспечения голландской торговли с Ост-Индией. Кроме того, голландцы стремились контролировать производство сахара в регионе, а Салвадор был крупным центром его производства. О намерениях голландцев вторгнуться в Бразилию испанские шпионы в Нидерландах сообщали в Мадрид, но граф-герцог де Оливарес не придал значения этим сообщениям.

## Кампания

### Голландская осада

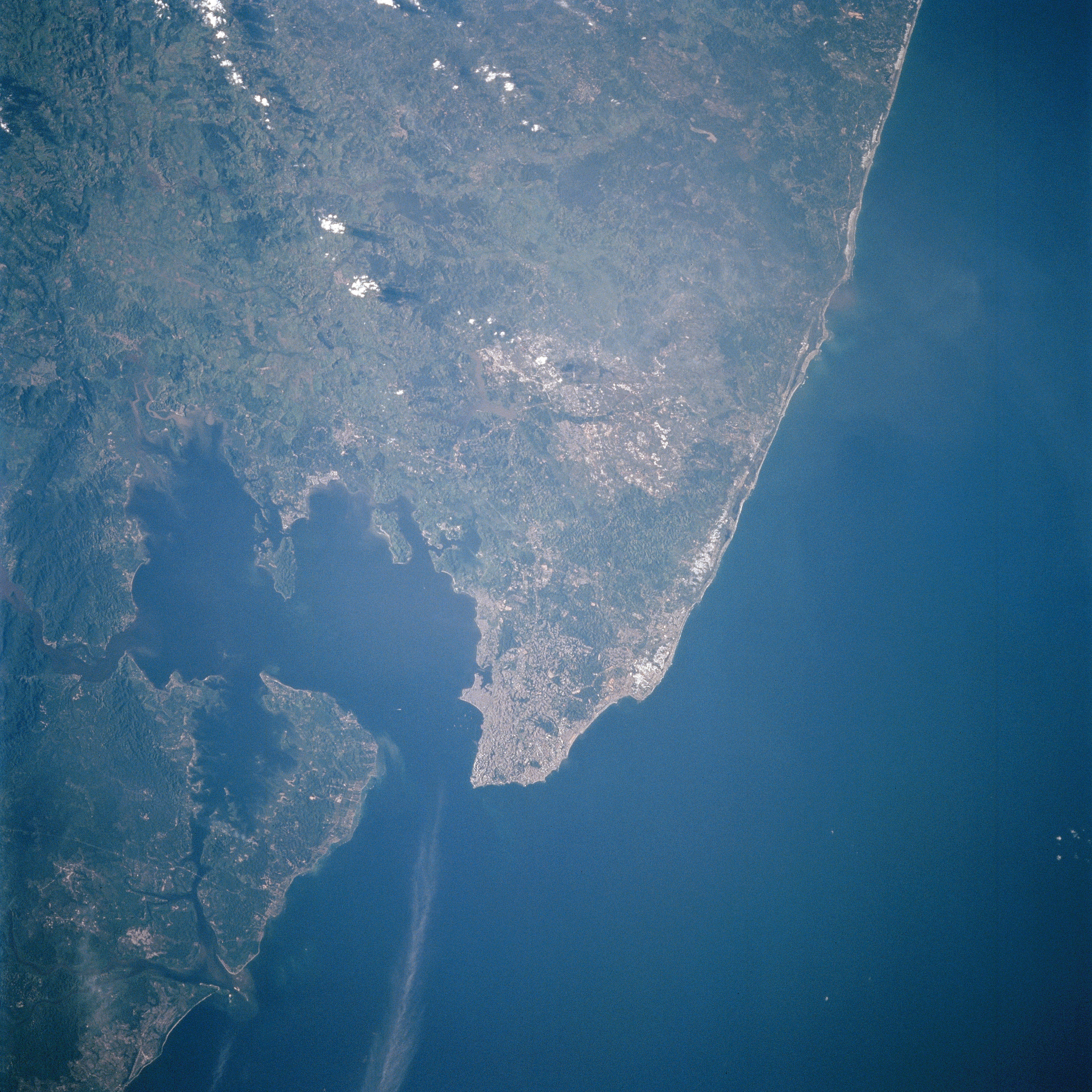
Бухта Тодус-ус-Сантус, на берегах которой расположен Салвадор-да-Баия, вид из космоса.

8 мая 1624 года голландский флот появился у Салвадора. Португальский губернатор Салвадора Диогу де Мендоса Фуртаду попытался организовать оборону города и созвал ополчение из 3000 бойцов, в основном из португальских поселенцев и чернокожих рабов. Порт был защищён с моря двумя фортами: Форт-Санту-Антониу с востока и Форт-Сан-Филипе с запада. На побережье была возведена шестипушечная батарея, а улицы забаррикадированы.
Голландский флот вошёл в бухту, разделённый на две эскадрильи. Одна проследовала в сторону пляжа Санту-Антониу и высадила десант под командованием полковника Йохана ван Дорта. Другая эскадрилья встала на якоре у города и открыла огонь по береговой батарее. На рассвете город был окружён более чем 1000 голландских солдат. Португальские ополченцы бросили оружие и бежали, оставив Мендосу с 60 верными солдатами. Салвадор был захвачен, потери нападавших составили около 50 человек.
Виллекенс и Хейн разместили гарнизон под командованием Дорта перед тем, как эскадра покинула город. Четыре корабля были отправлены в Голландию с трофеями, а также просьбой прислать подкрепление в Салвадор. Оборона города была укреплена за счёт постройки оборонительного вала и увеличения численности гарнизона до 2500 человек.
Тем не менее голландский гарнизон вскоре начал подвергаться нападениям со стороны местных партизан, организованными епископом Тейшейрой, бежавшим вглубь страны. Ему удалось собрать около 1400 португальцев и 250 индейцев, которые стали проводить диверсии и нападения из засады на голландцев. В стычке с партизанами Дорт был убит, и моральный дух гарнизона серьёзно упал. Дорта заменил Альберт Схоутенс, но он также погиб в засаде, и его сменил его брат Виллем.

### Иберийская экспедиция

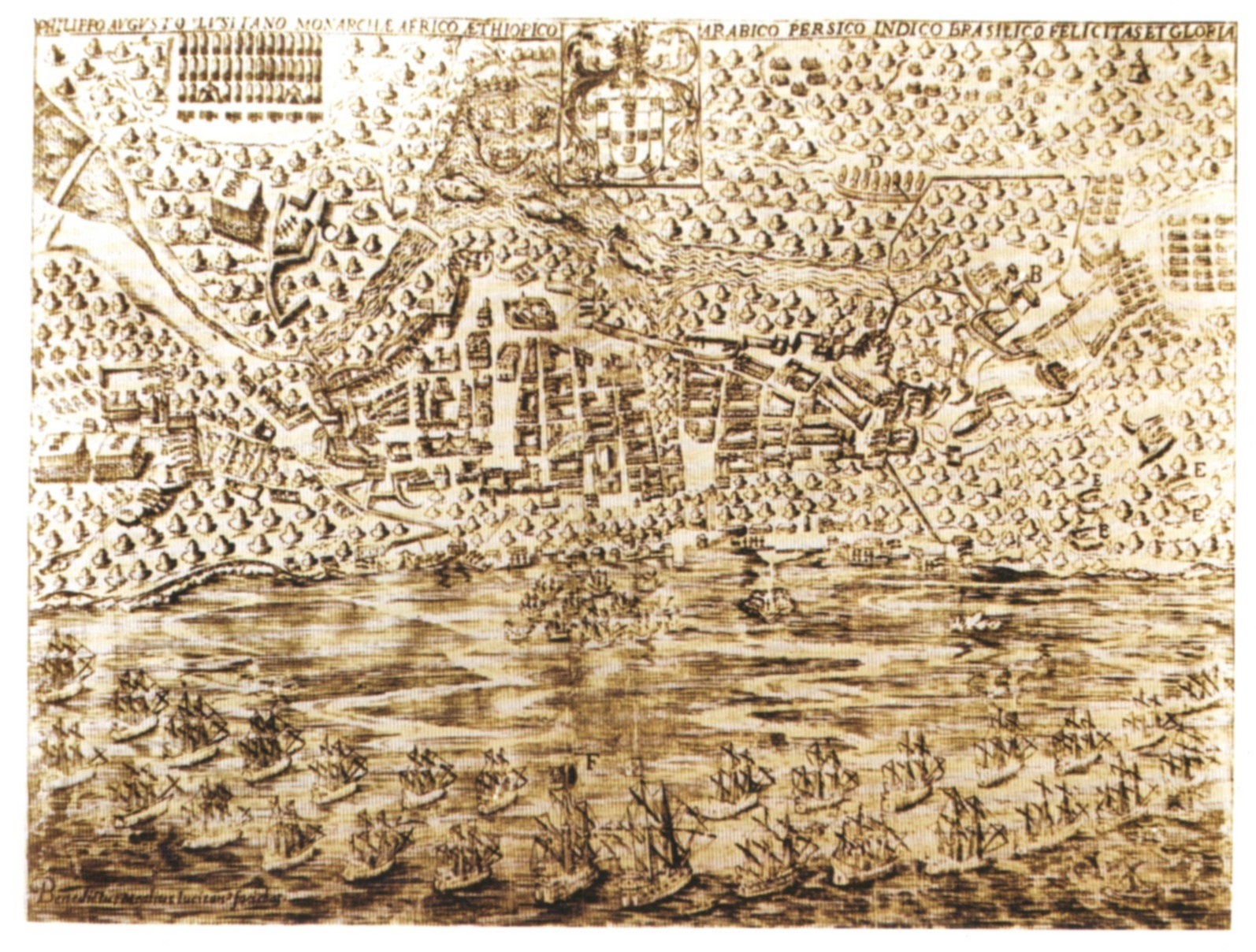
Захват Баии португальцами. Гравюра. 1625

Когда новость о потере Салвадора в августе 1624 года дошла до Испании, король Филипп IV приказал собрать объединённый испано-португальский флот под командованием адмирала Фадрике де Толедо Осорио, 1-го маркиза Вильянуэва-де-Вальдуэса, с заданием вернуть город. 22 ноября португальский флот во главе с Мануэлем де Менезесом и Франсишку де Алмейдой вышел из Лиссабона. Он состоял из 22 кораблей и около 4000 солдат. Испанский флот покинул Кадис 14 января — задержка случилась из-за плохой погоды. В его состав вошли 38 кораблей, среди них был 21 галеон. В состав экипажа вошли 8000 матросов и солдат, треть из них были итальянцами. Командиром десанта стал Педро Родригес де Себастьян.
После прохождения Канарских островов 28 января испанский флот 6 февраля прибыл в Кабо-Верде, где соединился с португальским флотом. По пути из-за попадания на рифы был потерян один корабль со 140 моряками на борту. Пять дней спустя, после проведения военного совета, объединённый флот прибыл к берегам Бразилии. После нескольких дней ожидания отставших из-за бури португальских кораблей и 7 каравелл, 29 марта флот вошёл в залив Тодуз-ус-Сантус.

### Осада

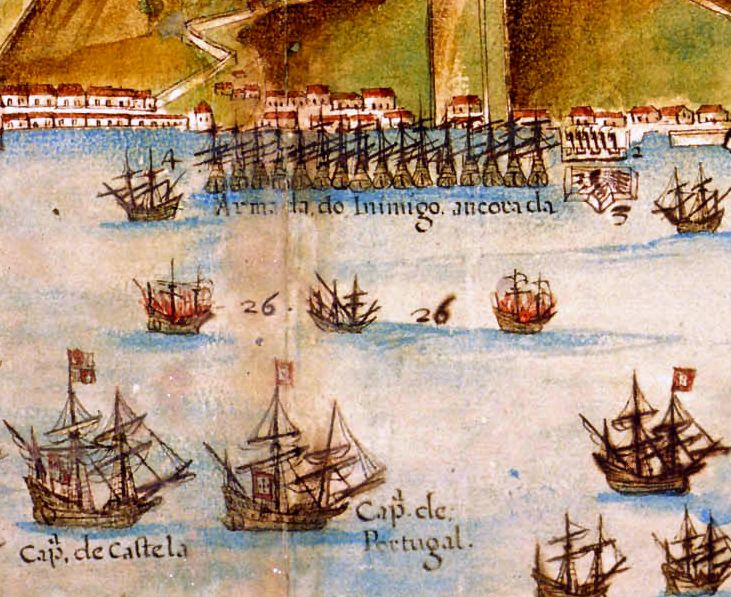
Часть карты совместных действий флота при захвате Баии, Atlas dо Brazil (1631), Ж. Тейшейра Альбернас I

Толедо расположил свой флот в форме огромного полумесяца, чтобы предотвратить проникновение голландских судов в залив. На рассвете следующего дня 4000 солдат высадились на пляже Санту-Антониу с запасом провианта на четыре дня. Они объединились с португальскими партизанами и заняли возвышенность на окраине города. Голландцы были вынуждены укрыться за стенами под защитой своих артиллерийских батарей. Гарнизон на тот момент состоял из 2000 голландских, английских, французских и немецких солдат и около 800 чернокожих рабов.
В кварталах Кармен и Сан-Бенито, расположенных вне стен, испанцы начали возводить осадные укрепления. Защитники провели несколько спорадических атак, чтобы воспрепятствовать осадным работам. Во время одной из таких вылазок был убит испанский капитан Педро Осорио, а также 71 испанский офицер и солдат, ещё 64 ранены. Тем не менее осада продолжилась.
Два дня спустя голландцы попытались прорвать блокаду, бросив на испано-португальский флот два подожжённых корабля, но они не нанесли ущерба осаждающим. В рядах защитников начались мятежи, и Виллем Схоутенс был свергнут и заменён Хансом Кюффом. Гарнизон был вынужден капитулировать несколько недель спустя, когда линия осады подошла к окопам защитников. 1912 голландцев, англичан, французов и немцев сдались, были сданы 18 знамён, 260 орудий, 6 кораблей, 500 чернокожих рабов и значительное количество пороха, денег и товаров.

## Последствия
Через несколько дней после голландской капитуляции к Салвадору прибыл голландский флот из 33 кораблей под командованием адмирала Будевейна Хендрикса. Толедо был предупреждён о его прибытии и расположил в защитной линии 6 галеонов, обладавших убийственной артиллерийской мощью. Обнаружив большой испано-португальский флот на якоре в гавани, Хендрикс решил уйти в открытое море. Испанские военные корабли попытались преследовать его, но один галеон сел на мель, и погоню прекратили. Хендрикс разделил свой флот на три эскадрильи: одна вернулась в Голландию за провиантом и боеприпасами для гарнизона Сальвадора; две других напали на испанский Сан-Хуан-де-Пуэрто-Рико и португальскую Эльмину, но потерпели поражение.
Франсиско де Моура Роллим, назначенный Толедо губернатором Салвадора, остался в городе с гарнизоном из 1000 португальских солдат. Во время путешествия в Испанию 3 испанских и 9 португальских кораблей погибли в буре. Голландские пленные были возвращены на родину на борту пяти немецких торговых судов. Голландцы вернулись в Бразилию в 1630 году, когда заняли Пернамбуку.